# Anaxyrus americanus
Espèce
Synonymes
- Bufo americanus Holbrook, 1836
- Bufo americanus var. quadripunctatus Jan, 1857
- Bufo copei Yarrow & Henshaw, 1878
- Bufo terrestris charlesmithi Bragg, 1954
- Bufo charlesmithi Bragg, 1954
- Bufo americanus var. alani Long, 1982

Statut de conservation UICN

 LC  : Préoccupation mineure
Anaxyrus americanus, le Crapaud d'Amérique, est une espèce d'amphibiens de la famille des Bufonidae.

## Répartition

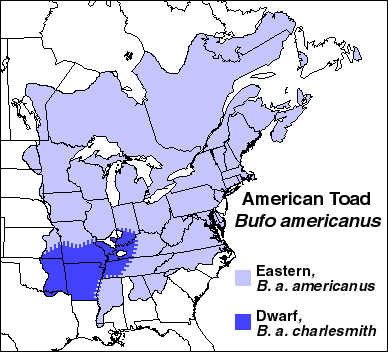
Distribution

Cette espèce se rencontre dans l'est de l'Amérique du Nord, :
- dans le Sud-Est du Canada dans le Sud-Est du Manitoba, en Ontario, dans les îles du Sud du Nunavut, au Québec, au Nouveau-Brunswick, en Nouvelle-Écosse, sur l'Île-du-Prince-Édouard et au Labrador ;
- dans l'est des États-Unis dans le Maine, au New Hampshire, au Vermont, au Massachusetts, au Rhode Island, au Connecticut, dans l'État de New York, au New Jersey, en Pennsylvanie, au Maryland, dans le district de Columbia, en Virginie, en Virginie-Occidentale, en Caroline du Nord, dans l'ouest de la Caroline du Sud, dans le nord de la Géorgie, au Tennessee, au Kentucky, en Alabama, au Mississippi, dans le Nord de la Louisiane, en Arkansas, dans le Nord-Est du Texas, dans l'est de l'Oklahoma, dans l'Est du Kansas, au Missouri, en Illinois, en Indiana, en Ohio, au Michigan, au Wisconsin, au Minnesota, dans l'Est du Dakota du Nord, dans l'Est du Dakota du Sud, dans l'Est du Kansas, dans l'Est du Kansas, en Iowa, dans l'Est du Nebraska.

Elle a été introduite à Terre-Neuve.

## Description

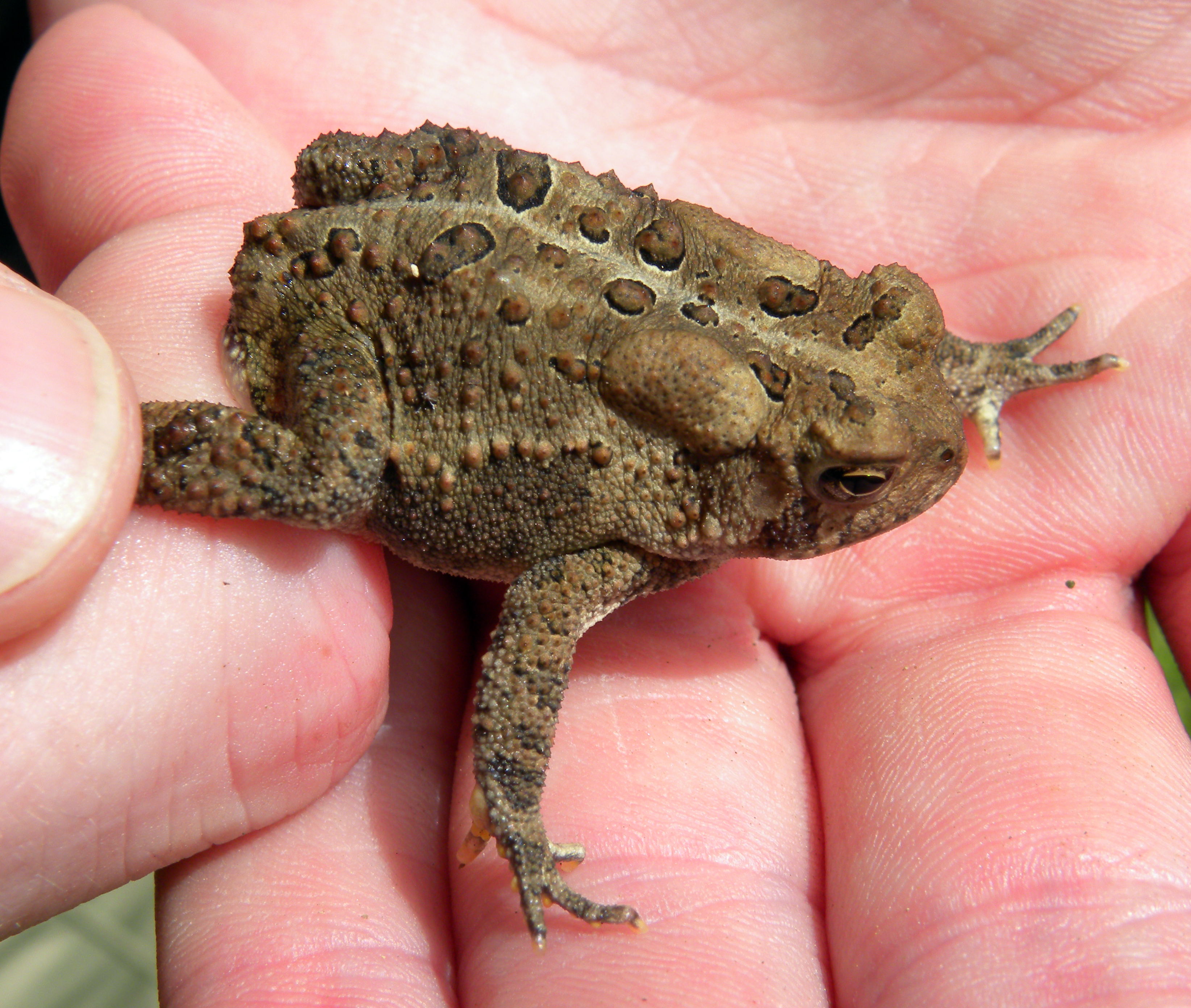
Anaxyrus americanus americanus

Les mâles mesurent de 54 à 85 mm et les femelles de 56 à 110 mm. Les femelles pondent de 4 000 à 8 000 œufs. Les têtards de cette espèce sont connus pour avoir une relation symbiotiques avec des algues du genre Chlorogonium. Le crapaud d’Amérique vit en moyenne 1 à 2 ans, éventuellement plus en captivité.

## Reproduction
Anaxyrus americanus pond ses œufs entre les mois d'avril et juillet, surtout fin avril. Les principaux sites de reproduction sont de petits fossés, de petits étangs ou des cours d'eau lents et peu profonds. Le mâle saisit la femelle derrière ses pattes avant et elle commence à pondre ses œufs.
Chaque ponte comporte de 4 000 à 8 000 œufs. L'éclosion survient après 3 à 12 jours d'incubation. Les têtards sont de couleur sombre, presque noire. Après leur métamorphose, les jeunes crapauds migrent en masse loin de l'eau.

## Taxinomie
Cette espèce a été décrite sous le nom de Bufo americanus, elle a été placée dans le genre Anaxyrus par Frost et al. en 2006. Cependant elle reste parfois nommée Bufo americanus.
Deux sous-espèces sont reconnues par Masta et al. en 2002 Anaxyrus americanus charlesmithi et Anaxyrus americanus americanus.  En 2011, Fontenot, Makowsky et  Chippindale considèrent Anaxyrus charlesmithi comme une espèce de plain rang.

## Galerie

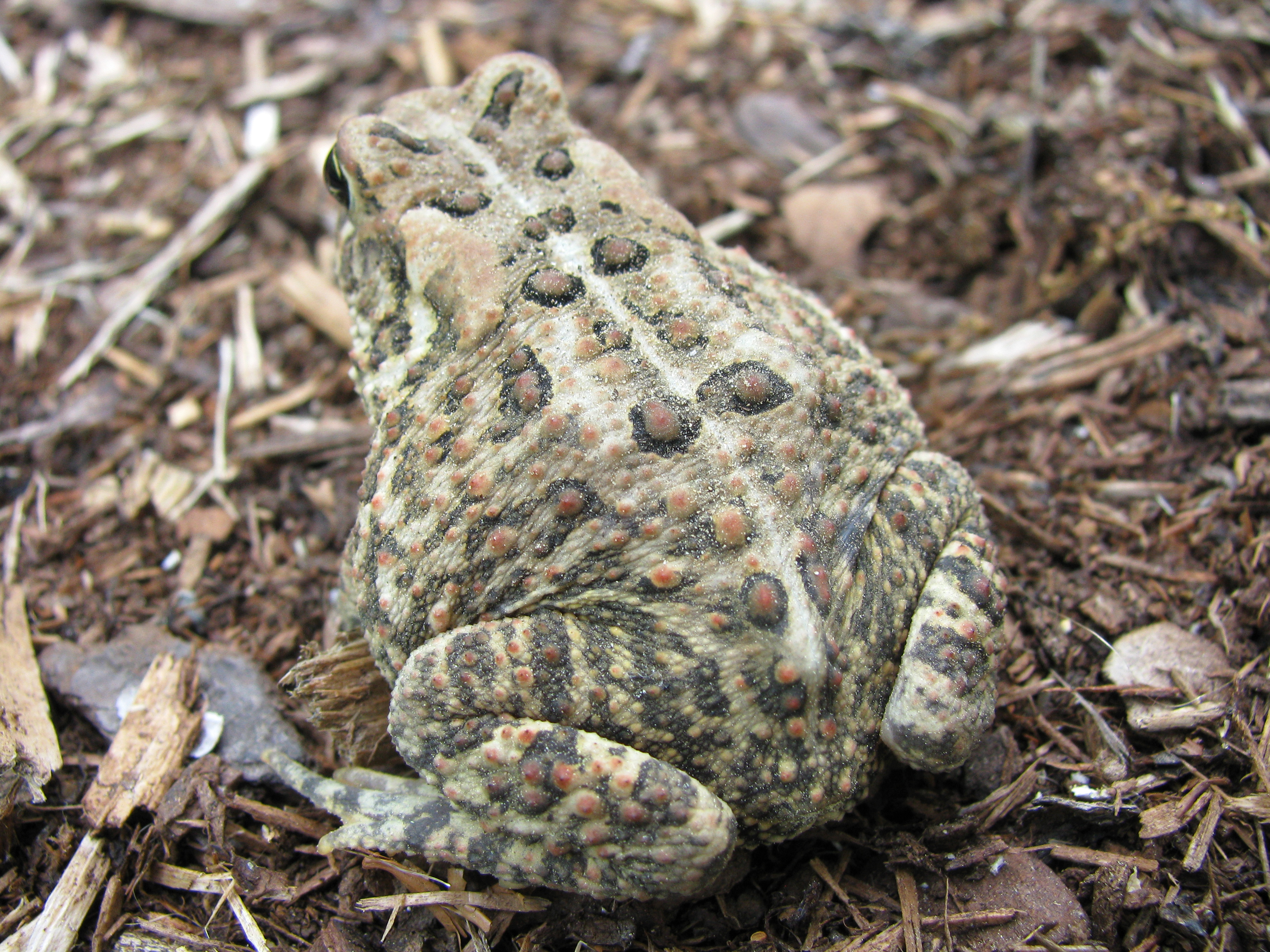
Bufo americanus americanus, la vue de dos montre des marques et des "pustules" caractéristiques.
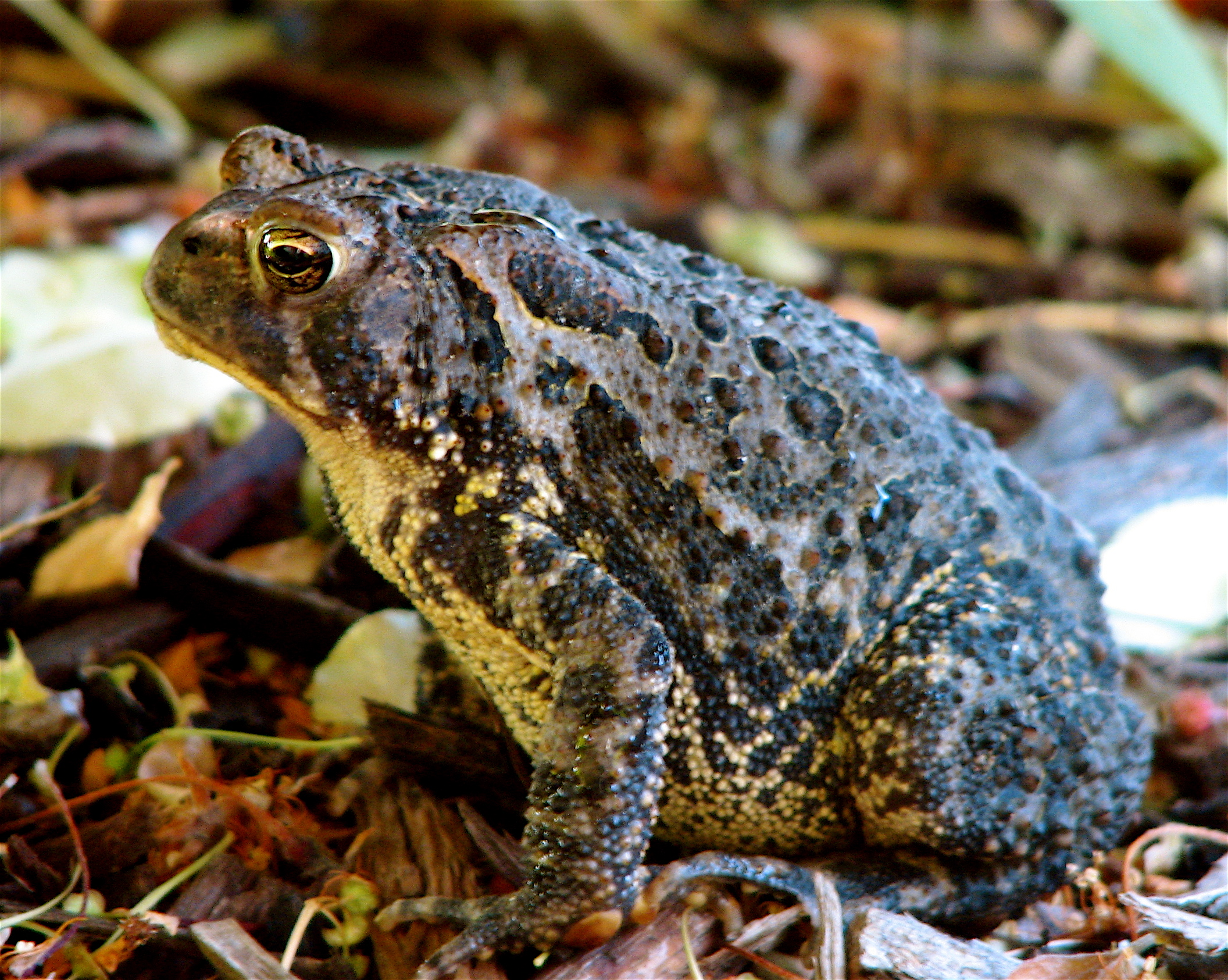
Bufo americanus americanus vu de près.
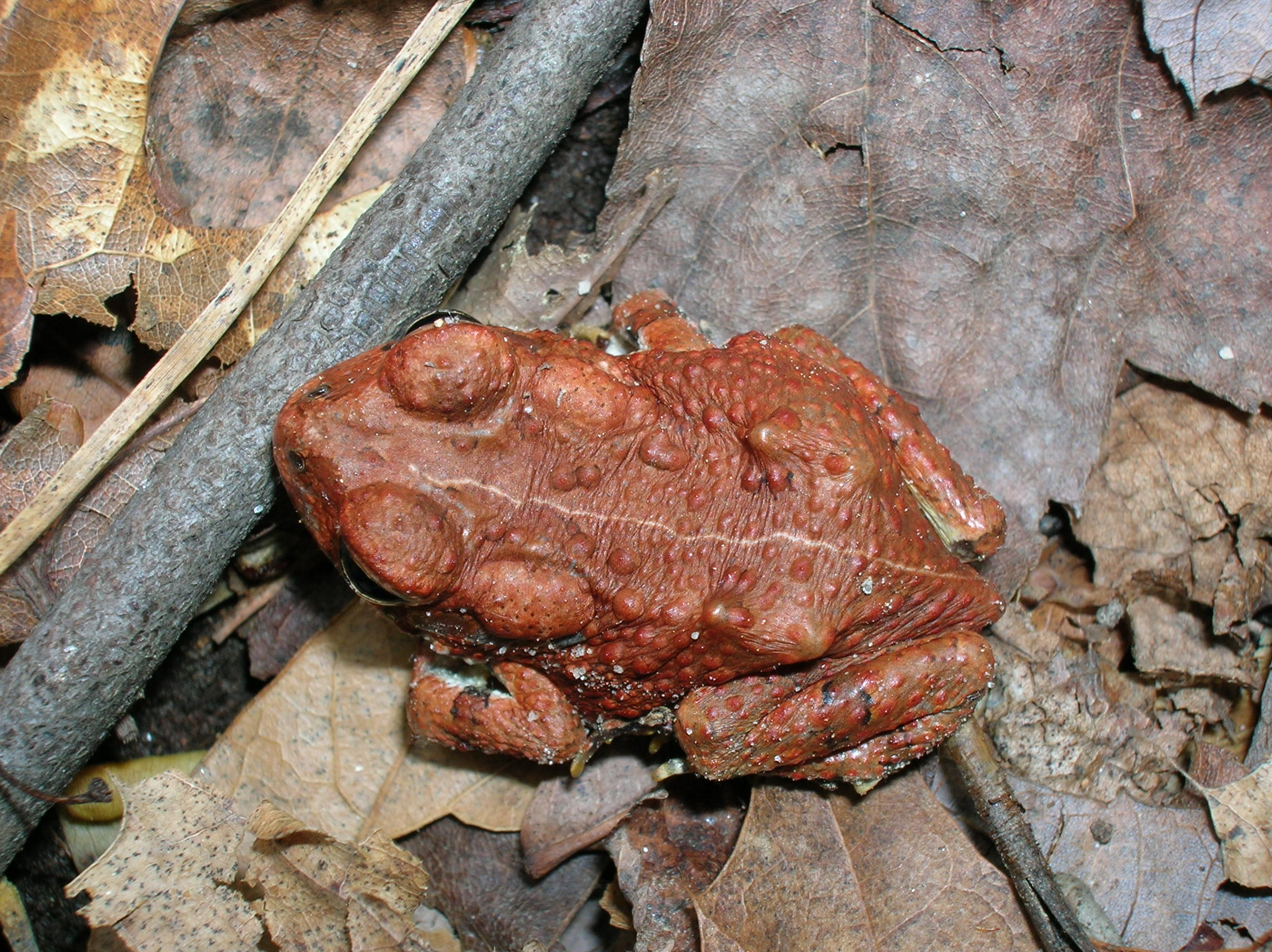
Juvénile, probablement Bufo americanus charlesmithi.
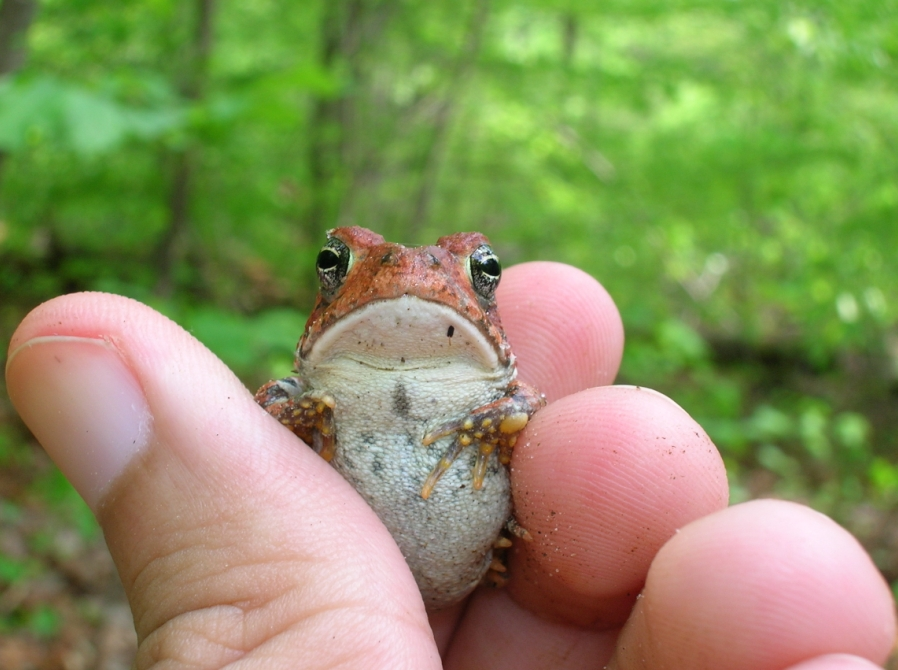
Vue de face de Bufo americanus charlesmithi.
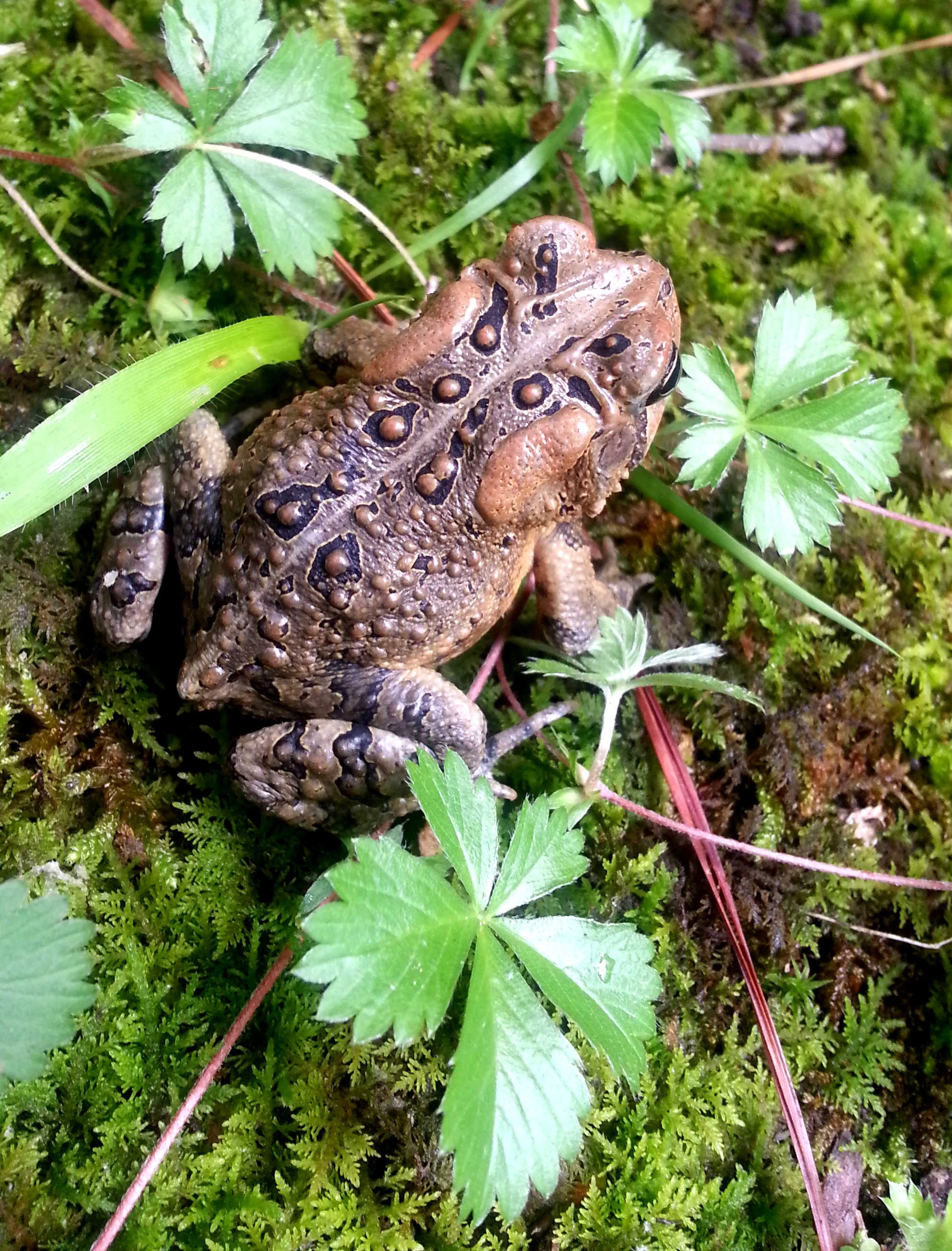
Bébé crapaud d'Amérique

### Publication originale
- Holbrook, 1836 : North American herpetology, or, A description of the reptiles inhabiting the United States, vol. 1, p. 1-120 (texte intégral).